# Altyndara
Die Altyndara (kirgisisch Алтын-Дара, auch Altyn-Dara) ist ein linker Nebenfluss des Kysylsuu im Rajon Alai (Oblus Osch) in Kirgisistan.
Der Fluss entspringt an den Nordhängen des Transalaigebirges. Die Altyndara mündet bei Daroot-Korgon im Alaital in den Kysylsuu. Sie hat eine Länge von 40 km. Ihr Einzugsgebiet umfasst 480 km². Die durchschnittliche Höhe des Einzugsgebiets beträgt 3600 m über dem Meeresspiegel; der höchste Punkt ist der Pik Swerdlow mit 5451 m. Der mittlere jährliche Abfluss der Altyndara beträgt 4,70 m³/s.
Der Fluss wird zur Bewässerung genutzt.